# 狐ヶ崎駅

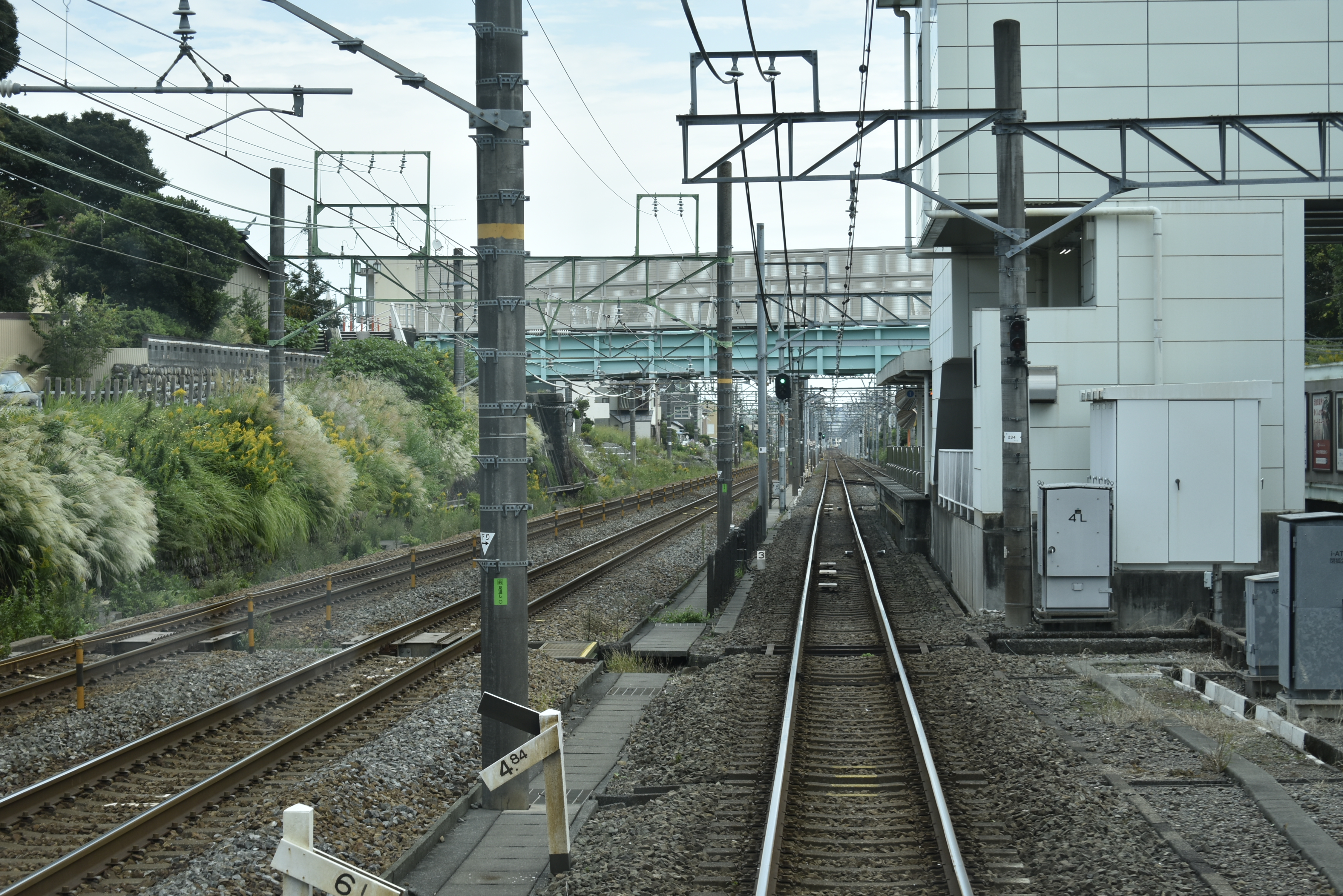
下り線から駅を見る（2020年10月）

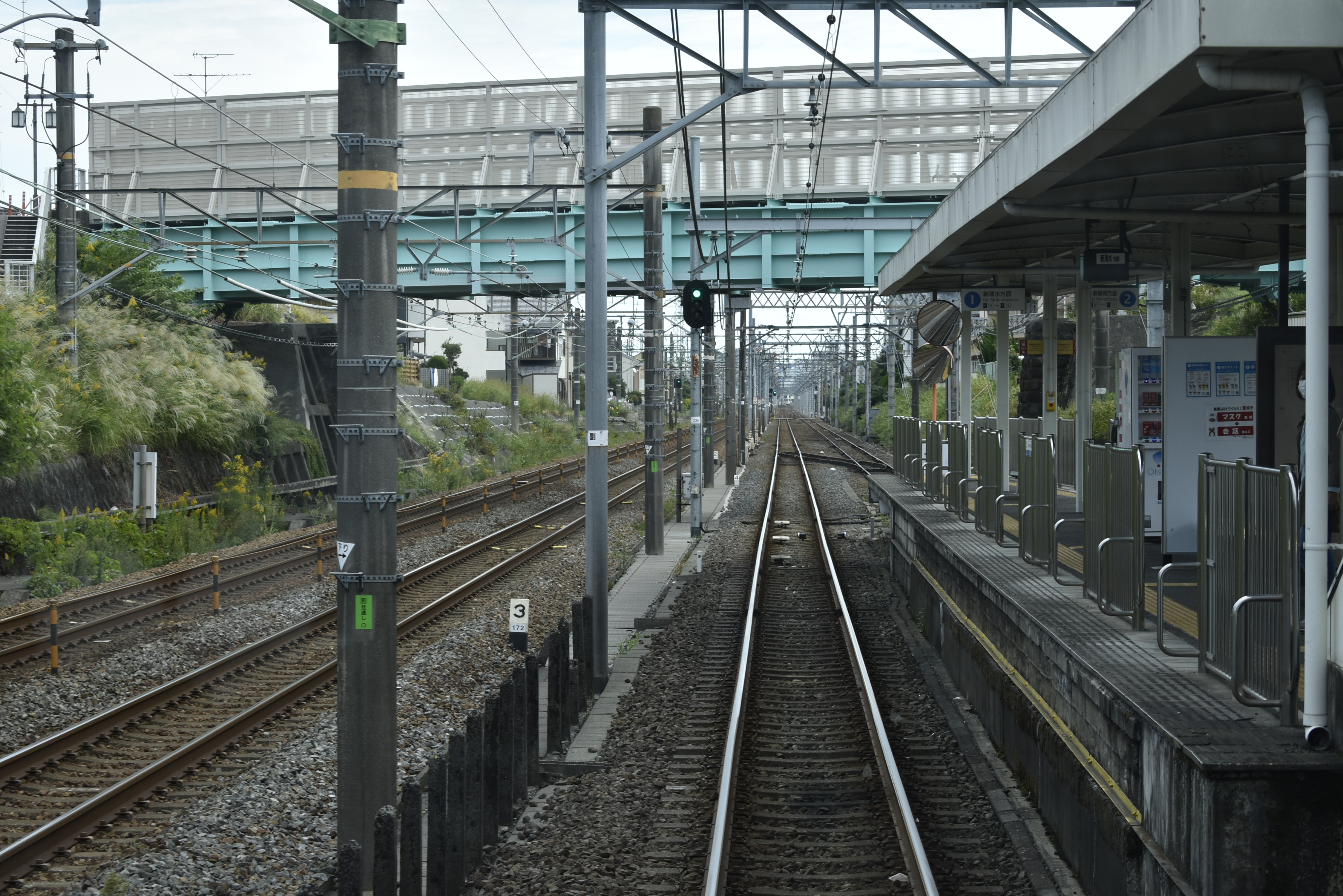
駅に入線（2020年10月）

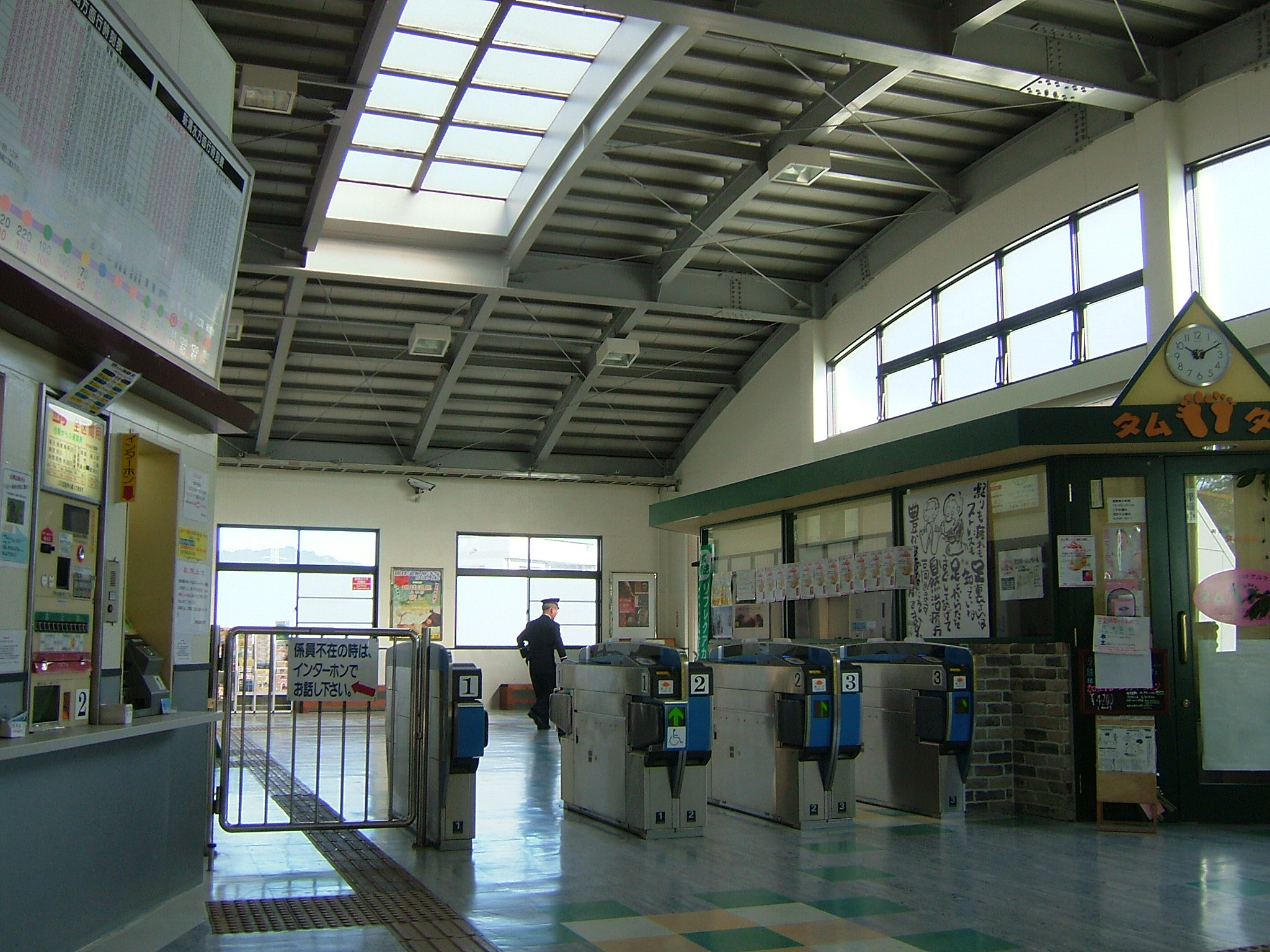
改札口（2009年1月）

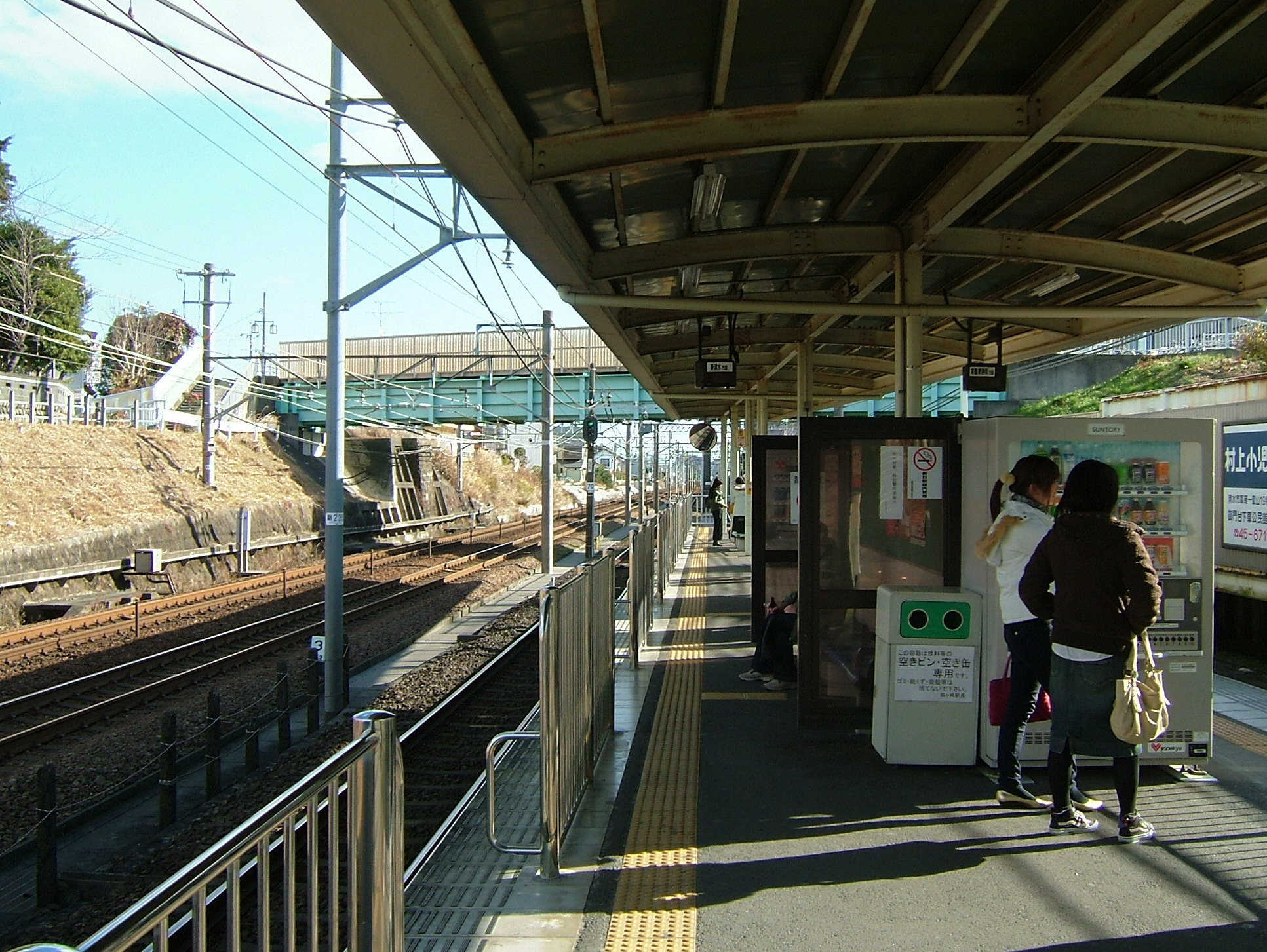
ホーム（2009年1月）

狐ヶ崎駅（きつねがさきえき）は、静岡県静岡市清水区上原一丁目にある静岡鉄道静岡清水線の駅。駅番号はS12。

## 歴史
1908年に上原駅（うわはらえき）として開業。1927年、狐ヶ崎ヤングランドの前身である狐ヶ崎遊園地が開園した際に遊園前駅（ゆうえんまええき）に改称された。このときに静岡鉄道が狐ヶ崎遊園地のCMソングとして北原白秋に作詞を依頼をし、民謡研究家の町田佳声の作曲でできあがった新民謡「ちゃっきり節」の発表が、狐ヶ崎遊園地で行われた。遊園地は1967年に一旦閉園。翌1968年に狐ヶ崎ヤングランドとして再開したのにあわせて駅名も狐ヶ崎ヤングランド前駅（きつねがさき―）に改称した。駅名はその後1980年代後半頃に狐ヶ崎駅に改称され、1993年に狐ヶ崎ヤングランドも閉園となった。かつては遊園地へ向かう行楽客のために同駅を発着する臨時列車も設定されていたが、後に廃止となっている。そのために駅舎側にもう一面対向式ホームが存在していたが、廃止と共にレールが撤去され、現在は同駅駐輪場の土台として残存している。なお新清水側に同駅の臨時ホーム発新清水方面行きの列車が使用していた渡り線が今なお残されている。
狐ヶ崎ヤングランドの跡地はジャスコ清水店（現：イオン清水店）となったが、同店3階に作られたボウリング場は、現在も「狐ヶ崎ヤングランドボウル」の名称で営業している。
なお、当駅は1996年（平成8年）3月31日以前のダイヤにおいて急行停車駅であり、2011年（平成23年）から2020年（令和2年）にかけて運行されていた急行・通勤急行も停車していた。
その後、2025年3月29日のダイヤ改正で急行・通勤急行が復活し、再び停車駅となった
。

### 年表
- 1908年（明治41年）12月9日：上原駅として開業。
- 1927年（昭和2年）頃：遊園前駅に改称。
- 1944年（昭和19年）頃：狐ヶ崎駅に改称。
- 1968年（昭和43年）頃：狐ヶ崎ヤングランド前駅に改称。
- 1985年（昭和60年）以降：狐ヶ崎駅に改称。
- 1999年（平成11年）：駅を全面改築し、バリアフリー化。同年、中部の駅百選に選ばれる。

## 駅構造
ホームは1面2線の島式ホーム（昔は対向式ホーム）で、橋上駅である。出口は1つ、エレベータが2基ある。
新清水方に非常用の上下渡り線が設置されている。これは後述の狐ヶ崎ヤングランドへの乗客輸送のため、かつて同駅発着の臨時列車が設定されていた当時の名残である。かつては単式ホーム1面、島式ホーム1面の2面3線構造ホームで、単式ホームは多客混雑時に運行された当駅折り返し臨時列車用ホームであった。その後遊園地が閉園し、臨時ホームと線路が撤去され駐輪場となったが、現在も運行障害時の際折り返しが出来る様に渡り線は残されており、2011年10月1日のダイヤ改正で使用が開始された幕には「新静岡 - 狐ヶ崎」の行き先が新たに追加された。

### のりば
| 乗り場 | 路線        | 方向 | 行先             |
| ------ | ----------- | ---- | ---------------- |
| 1      | ●静岡清水線 | 下り | 新清水方面       |
| 2      | ●静岡清水線 | 上り | 草薙・新静岡方面 |

## 利用状況
「静岡市統計書」によれば、2019年度の一日平均乗車人員は2,807人、降車人員は2,666人であった。この乗降人員数は静岡清水線全15駅中4番目である。なお、同統計によれば、近年の乗降人員は以下の通りである。
| 年度               | 1日平均乗降人員 | 1日平均乗降人員 | 1日平均乗降人員 |
| 年度               | 乗車人員        | 降車人員        | 合計            |
| ------------------ | --------------- | --------------- | --------------- |
| 2002年（平成14年） | 2,262           | 1,978           | 4,240           |
| 2003年（平成15年） | 2,294           | 1,991           | 4,285           |
| 2004年（平成16年） | 2,298           | 1,993           | 4,291           |
| 2005年（平成17年） | 2,527           | 2,280           | 4,807           |
| 2006年（平成18年） | 2,366           | 2,014           | 4,380           |
| 2007年（平成19年） | 2,395           | 2,035           | 4,430           |
| 2008年（平成20年） | 2,628           | 2,653           | 5,281           |
| 2009年（平成21年） | 2,497           | 2,524           | 5,021           |
| 2010年（平成22年） | 2,396           | 1,943           | 4,339           |
| 2011年（平成23年） | 2,415           | 2,030           | 4,445           |
| 2012年（平成24年） | 2,436           | 2,094           | 4,530           |
| 2013年（平成25年） | 2,410           | 2,193           | 4,603           |
| 2014年（平成26年） | 2,495           | 2,327           | 4,822           |
| 2015年（平成27年） | 2,577           | 2,402           | 4,979           |
| 2016年（平成28年） | 2,605           | 2,448           | 5,053           |
| 2017年（平成29年） | 2,657           | 2,516           | 5,173           |
| 2018年（平成30年） | 2,737           | 2,609           | 5,346           |
| 2019年（令和元年） | 2,807           | 2,666           | 5,473           |

## 駅周辺
駅前を旧東海道が通り、周辺は住宅地となっている。狐ヶ崎には静岡茶の始祖、聖一国師が祀られるお堂がある。住宅地内には製茶工場やその店舗が数軒ある。
- イオン清水店 - 店内にボウリング場がある（先述）。
- 静鉄自動車学校
- 小糸製作所静岡工場
- 静岡県警察本部清水分庁舎
- 本多製茶工場
- 栗田製茶工場
- 小澤製茶
- 伴野製茶
- 聖一国師堂 - 静岡茶の始祖、聖一国師を祀る[4]。
- 上原子安地蔵堂
- 福聚院
- 国道1号
- 静岡県道407号静岡草薙清水線
- 旧東海道
- 上原堤（宗旦池）
- 有東坂池 - 多目的広場を併設。

### バス路線
旧東海道（駅前を横切る道路）に「狐ヶ崎駅前」停留所があり、下記の路線が発着する。
- しずてつジャストライン
  - 三保草薙線
    - 折戸車庫 行

## 名称に関して
狐ヶ崎は本来、鎌倉幕府創設に貢献した梶原景時とその一族が鎌倉からの追手に殲滅された地である現在の葵区川合付近の名称であった（景時が討たれたのは葵区の谷津山南側の曲金地区という説もある）。鎌倉御家人の吉香友兼が景時の三男景茂を討ち取った備中青江為次の太刀は、名刀「狐ヶ崎」と呼ばれる。友兼は翌日に戦傷死したが、子孫の安芸国人吉川氏、さらにその家系を簒奪した毛利分家旧岩国藩主吉川氏のもとで、伝来の家宝として拵えともども管理され、岩国市の吉川史料館で保存されている。刀身、拵えとも国宝に指定である。刀身は、いかにも平安末から鎌倉前期らしい、ふんばりの付いた見事な元反りの刀姿と、古青江らしい澄んだ直刃と地肌が特徴で、美術的価値を高く評価されている。拵えは、源平期から鎌倉初期の武士の刀装のありかたを示す貴重な歴史的史料である。現在の駅名はこの静岡ゆかりの高名な刀剣にちなんだ「狐ヶ崎ヤングランド」に由来するものであり、駅周辺地域の本来の名称は「上原」である。

## バス路線
しずてつジャストライン 三保草薙線 狐ヶ崎駅前

## その他
- パサールカードには、「狐」と印字される。

## 隣の駅
静岡鉄道
S 静岡清水線
■急行・■通勤急行・■普通
御門台駅 (S11) - 狐ヶ崎駅 (S12) - 桜橋駅 (S13)